# Кочетоцька лісова дача
Кочето́цька Лісова́ Да́ча — ландшафтний заказник місцевого значення в Україні. Об'єкт природно-заповідного фонду Харківської області. 
Розташований у межах Чугуївського району Харківської області, біля смт Кочеток. 
Площа 2163,3 га. Статус отриманий у 1991 році. Перебуває у віданні ДП «Чугуєво-Бабчанське лісове господарство» (Кочетоцьке л-во, кв. 109, (ділянка 2), 120 (ділянки 1—3, 5), 121 (ділянки 1—4), 130 (ділянка 2), 142—152, 164—175, 187—199, 209—220, 229—238, 246 (ділянки 1—5), 247—253, 262, 263, 270, 271, 290—292). 
Статус надано для збереження частини лісового масиву на правобережжі Сіверського Дінця. Поширений типовий ландшафт лісостепової зони: височинні рівнини з потужним антропогеновим покривом. Схили сильно розчленовані, з сірими та темно-сірими лісовими ґрунтами. Зростають нагірні діброви з ділянками дубових пралісів.

## Галерея

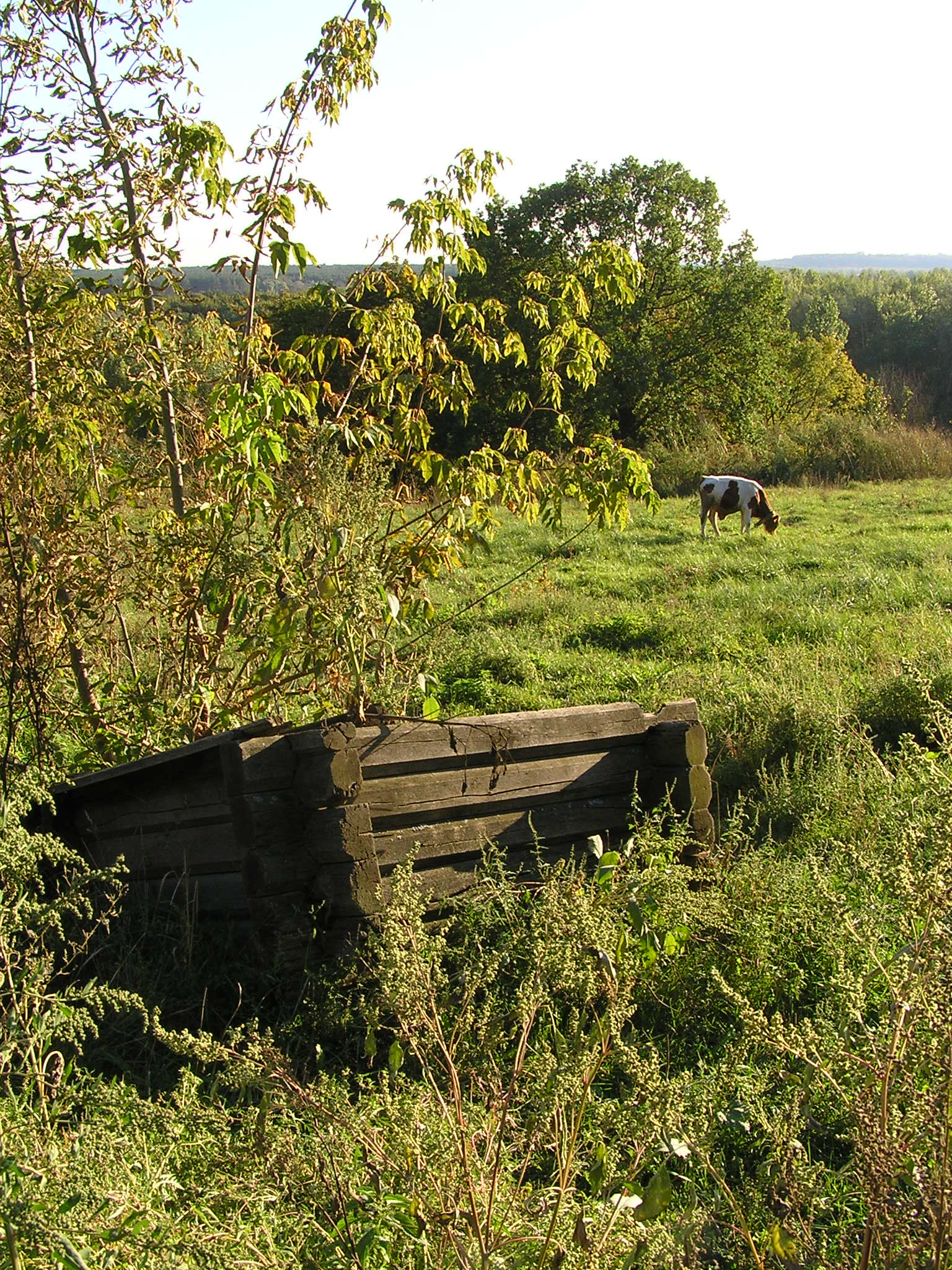
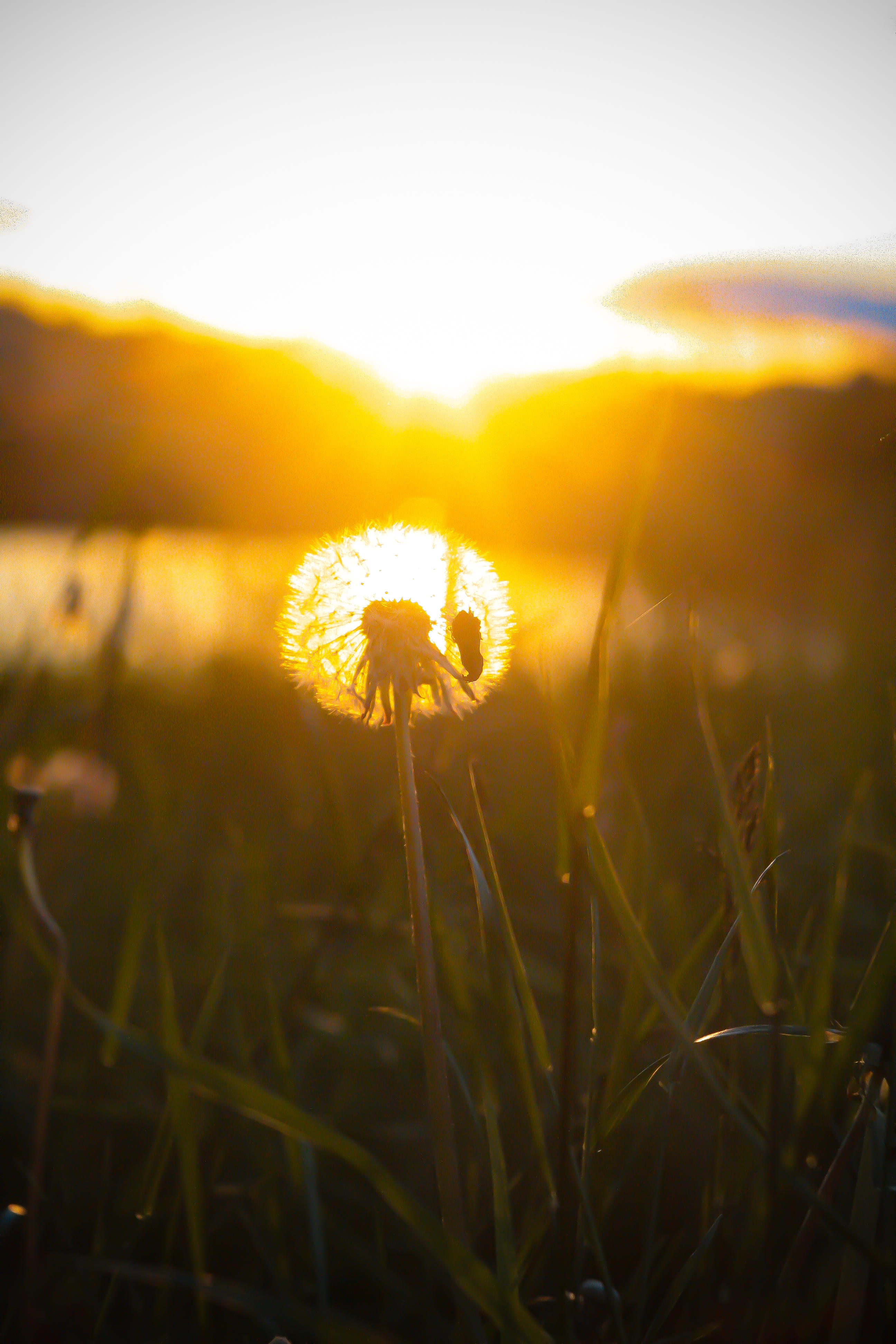
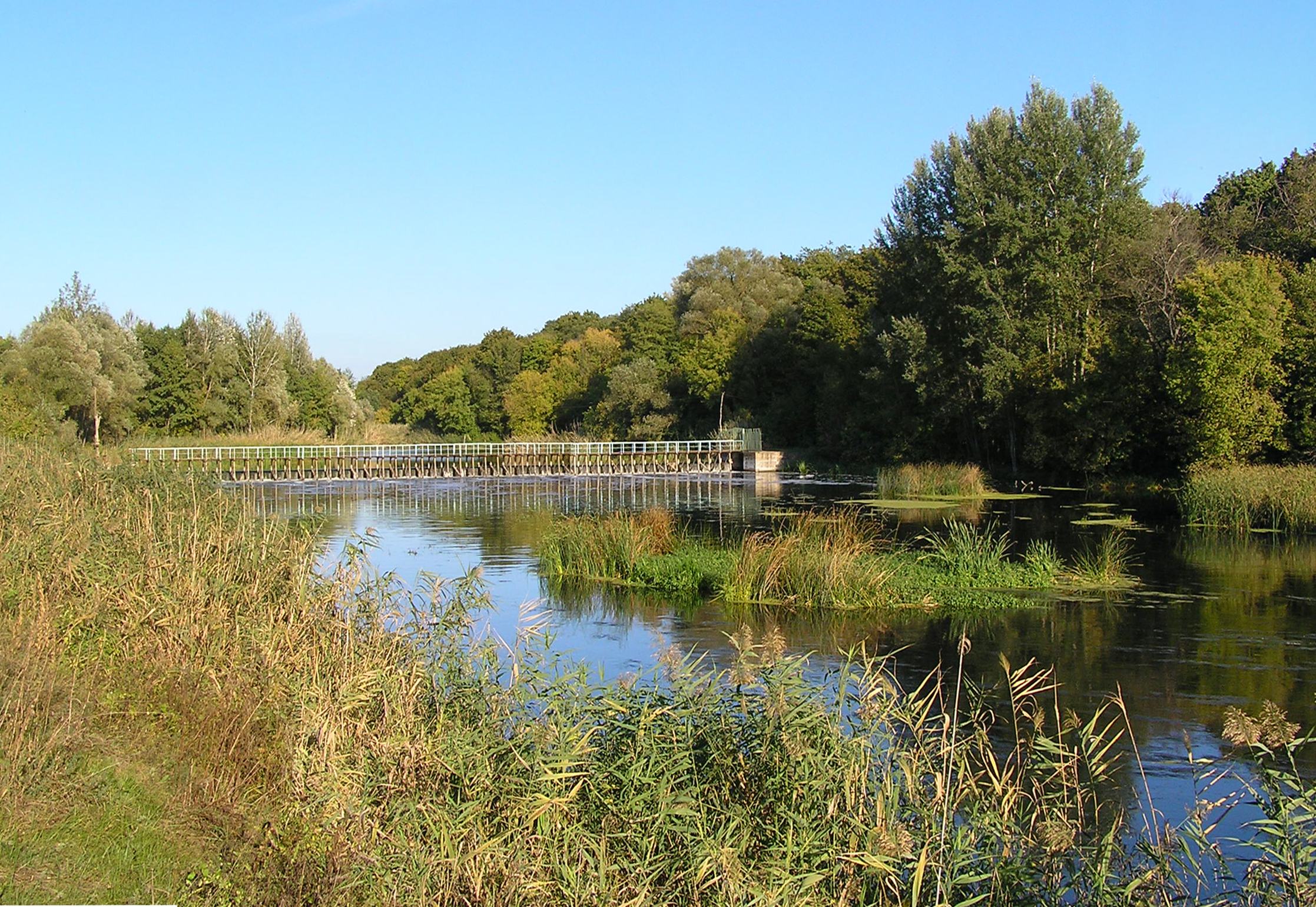